# The Man Who Sold the Moon
The Man Who Sold the Moon è un'antologia di opere di fantascienza dello scrittore statunitense Robert A. Heinlein del 1950.
Comprende cinque racconti e - pubblicato per la prima volta - il romanzo breve L'uomo che vendette la Luna, che dà il titolo alla raccolta; tutte le opere fanno parte del ciclo della Storia futura.
Le sei opere della raccolta sono state pubblicate in italiano nel 1953, a puntate, in appendice ai volumi n. dal 240 al 250 della collana Il Giallo Mondadori, in una rubrica intitolata I romanzi di Urania presentano 'L'uomo che vendette la Luna' di Robert H. Heinlein che quindi può essere considerata la traduzione italiana dell'antologia, anche se non comprende l'introduzione di John W. Campbell e la prefazione di Heinlein. 
Esistono due edizioni in lingua originale di questa collezione: una ridotta del 1963 che non comprende l'introduzione di Campbell e i racconti Life-Line e Blowups Happen e che, inoltre contiene la cosiddetta versione 'pulita' di Let There Be Light, mentre l'edizione più ampia del 1950 contiene una delle versioni 'volgari'.

## Titoli
Nella prima edizione le storie sono apparse nel seguente ordine:
- Fiat lux (Let There Be Light, 1940)
- Le strade devono correre (The Roads Must Roll, 1940)
- L'uomo che vendette la Luna (The Man Who Sold the Moon, 1950)
- Requiem (Requiem, 1940)
- La linea della vita (Life-Line, 1939)
- L'esplosione incombe (Blowups Happen, 1940)